# Linear
Linear è un film del 2009, diretto da Anton Corbijn e scritto da Corbijn in coppia con Bono. La pellicola vede protagonista l'attore francese Saïd Taghmaoui, nelle vesti di un poliziotto che decide di intraprendere un viaggio con la motocicletta. In una scena, gli U2 interpretano loro stessi, nell'esecuzione di Magnificent.

## Trama
Il film ritrae il viaggio del protagonista, un poliziotto parigino che decide di dare fuoco alla sua motocicletta di servizio e parte con un'altra moto verso la Spagna. Durante il percorso, il motociclista si ferma in alcuni locali, dove incontra donne che cercano invano di sedurlo. Il protagonista infine, dopo aver girato Cadice di notte, dorme sulla spiaggia; all'indomani, prende il largo con una barca che ha trovato sul litorale.

## Sviluppo
L'idea alla base di Linear è nata con una ripresa video degli U2 nel giugno 2007. Durante la ripresa, Corbijn ha chiesto ai membri della band di restare fermi mentre venivano filmati, dando vita a "una fotografia su un filmato", nella quale gli U2 erano fermi, mentre le cose attorno a loro si muovevano. Gli irlandesi hanno quindi pensato che l'esperienza di ascolto sarebbe potuta essere intensificata con un video; Nel maggio 2008 hanno commissionato un film al loro collaboratore storico, Corbijn. L'opera è stata creata come supporto a No Line on the Horizon, ma Corbijn ha dichiarato che non si tratta di un video musicale, ma di "un nuovo modo di ascoltare un album" e "un nuovo modo di usare i film per connettersi alla musica".

## Colonna sonora
La storia è accompagnata dalle tracce di No Line on the Horizon per tutta la durata del film, più una canzone inedita del gruppo irlandese, Winter, che compare anche nel film Brothers, diretto da Jim Sheridan. Tuttavia, il brano I'll Go Crazy If I Don't Go Crazy Tonight è stato escluso dalle musiche; la colonna sonora è composta dalla tracklist provvisoria di No Line on the Horizon di maggio 2008:
1. Unknown Caller
2. Breathe
3. Winter
4. White as Snow
5. No Line on the Horizon
6. Fez-Being Born
7. Magnificent
8. Stand Up Comedy
9. Get on Your Boots
10. Moment of Surrender
11. Cedars of Lebanon

## Distribuzione
Il film è stato distribuito come CD e come traccia digitale, nella versione deluxe di No Line on the Horizon, album degli U2 del 2009.